# Moviment de Centres d'Esplai Cristians Catalans
El Moviment de Centres d'Esplai Cristians Catalans (MCECC) és la federació d'esplais o centres d'educació en el lleure presents a les diòcesis de Barcelona, Sant Feliu, Vic, Terrassa, Tarragona, Solsona, Tortosa, Lleida, Urgell, Mallorca, Menorca i Girona. Amb més de 50 anys d'història, actualment forma part de la Fundació Pere Tarrés i és membre de la Coordinació Catalana de Colònies, Casals i Clubs d'Esplai. El 2021 reuneix més de 200 esplais, amb 17.000 joves i 3.500 monitors. El Moviment és assembleari i s'escullen els representants del Consell Directiu. El 2021 el president és Xavier Nus i el vicepresident Joan Morte.

## Activitats[5]
El MCECC juntament amb el centres d'esplai que el formen i les
seves zones o territoris organitzen diverses activitats. Aquestes activitats engloben nombrosos aspectes, ja que algunes són destinades als infants participants de les activitats i d'altres als monitors que formen els grups d'esplai.
- Trobada de monitors i monitores. És la trobada bianual de monitors dels centres d'esplai del MCECC. Té l'objectiu de ser un espai de formació, d'intercanvi i d'obertura a noves propostes, i conforma un espai ideal per compartir valors i una concepció similar de la manera com passar el temps lliure. Tota la trobada s'emmarca sota un mateix lema i centre d'interès.
- TrocaJove.[6] És la trobada anual d'adolescents i joves dels centres d'esplai del MCECC. Està pensada per ser un espai centrat en els adolescents i joves dels centres d'esplai, molts dels quals esdevindran futurs monitors. L'objectiu d'aquesta trobada és proporcionar un espai de formació i d'intercanvi, vinculat a la transmissió de valors cívics i al compromís social, i mostrar un model d'oci alternatiu. Tota la trobada s'emmarca sota un mateix lema i centre d'interès, coincidint amb la campanya del MCECC.
- Celebració de la commemoració del Dia Universal dels Drets dels Infants. El dia 20 de novembre se celebra la declaració universal dels Drets dels Infants, i el MCECC i els seus centres d'esplai aprofiten aquesta diada per reivindicar i posar de manifest la necessitat que el conjunt de la societat s'impliqui en l'educació i els drets dels infants.
- Celebració de la Mare de Déu de l'Alegria. És la diada de la Patrona dels Centres d'Esplai. Cada any, durant el mes de maig, el MCECC i diferents territoris i zones organitzen un conjunt d'activitats lúdiques per commemorar aquesta data tan assenyalada.

A banda de les activitats generals organitzades des del MCECC, cada territori o zona organitza activitats particulars: jornades de formació, trobades d'infants, trobades de monitors, excursions...

## Serveis als centres
El Moviment de Centres d'Esplai Cristians Catalans (MCECC) disposa de diversos recursos per als centres d'esplais federats:
- Ajuts, premis i subvencions
- Ofertes i avantatges per als centres
- Gestió (Gesplai[7])
- Cases de colònies
- Assegurances

## Publicacions
El Moviment de Centres d'Esplai Cristians Catalans (MCECC), juntament amb altres organismes publica diverses revistes, material i recursos destinat a tot el conjunt de monitors i monitores que formen part de centres federats en el Moviment d'educació en el lleure més gran del país.
- Revista Estris[8]
- Revista Monitor Educador[9]